# محمد صفي الدين
محمد صفي الدين (1912- 2006)، سياسي ونائب ووزير سابق لبناني. ولد في العام 1912 في بلدة شمع العاملية في قضاء صور جنوب لبنان. درس الحقوق في كلية دمشق وتخرج منها، ثم مارس المحاماة لفترة وجيزة في الثلاثينات كما عُيّن قاضيا قبل أن يتفرّغ للحياة السياسية في جنوب لبنان ليصبح أحد أركان السياسة المقربين من الرئيس الأسبق للبنان فؤاد شهاب.

## نشأته ودراسته
ولد محمد صفي الدين في العام 1912 في بلدة شمع الجنوبية قضاء صور، حيث تعلّم فيها مبادئ القراءة وتجويد القرآن الكريم. بعد الحرب العالمية الأولى انتقل والده إلى مدينة صور للإقامة فيها، وهناك أنهى دراسته الابتدائية والتكميلية في المدرسة الأسقفية للروم الكاثوليك. في العام 1927 انتقل إلى بيروت والتحق بمدرسة الشيخ عباس الأزهري وأنهى المرحلة الثانوية فيها. عام 1931 انتسب إلى كلية الحقوق في جامعة دمشق، وفي العام 1934 نال اجازة في الحقوق.
بعد عودته إلى بيروت تعرف على الأستاذ جميل مكاوي رئيس حزب النجادة في بيروت، وفي العام 1937 انتسب إلى الحزب وأسس مع مجموعة من الأصدقاء بينهم النقيب زهير عسيران فرعا للحزب في مدينة صور.

## عمله
بداية مشواره مع الحياة بدأ بممارسة مهنة المحاماة، ثم عُيّن بعدها في العام 1942 قاضيا مستشارا في المحكمة البدائية للبنان الجنوبي في صيدا.

## في النيابة
انتخب نائبا ً عن قضاء صور (جنوب لبنان) في دورات الاعوام التالية:
- 1947 على لائحة الرئيس أحمد الأسعد
- 1951
- 1960
- 1964
- 1968
- ترشّح للنيابة عام 1972 حيث لم يحالفه الحظ، ونال أكثر من عشرة آلاف صوت، وخسر المعركة على بضع مئات من الأصوات.

## في الوزارة
تبوأ عدة مناصب وزارية في عهود الرؤساء بشارة الخوري، فؤاد شهاب وشارل حلو.
- عام 1951 عين وزيرا ً للبريد والبرق والانباء (الاعلام) في حكومة عبد الله اليافي في عهد الرئيس بشارة الخوري.
- عام 1958 عين وزيرا ً للتربية والصحة العامة في حكومة الرئيس رشيد كرامي في عهد الرئيس فؤاد شهاب.
- عام 1960 عين وزيرا ً للزراعة في حكومة الرئيس صائب سلام الأولى.
- عام 1961 عين وزيرا ً للتربية والعمل والشؤون الاجتماعية في حكومة الرئيس صائب سلام الثانية.
- عام 1969 عين وزيرا ً للتعليم العالي في حكومة الرئيس رشيد كرامي عام 1969 في عهد الرئيس شارل حلو.

## من نشاطاته السياسية
وضع مع زميليه النائبين محمود عمار وانور الصباح الصيغة النهائية لانشاء المجلس الإسلامي الشيعي الأعلى، حيث اقر القانون في الجلسة العامة لمجلس النواب بتاريخ 19/12/.1967
ومع اندلاع شرارة الحرب الأهلية في لبنان سارع إلى تأسيس جبهة المحافظة على الجنوب، مع مجموعة من النواب والقيادات والوزراء السابقين المتحسسين بالخطر الداهم على الجنوب بدعم ورعاية السيد موسى الصدر.

## وفاته
توفي النائب والوزير محمد صفي الدين في يوم الخميس 27 نيسان من العام 2006 عن عمر ناهز ال95 عاما، ودُفن في بلدته شمع في يوم الجمعة.

## ما كُتب عنه
- ( كتاب رجل وذاكرة): وهو عبارة عن مذكرات السيد محمد صفي الدين - الصادر عن دار الأرقم - بيروت -